# Arnold (Maryland)
Arnold is een plaats (census-designated place) in de Amerikaanse staat Maryland, en valt bestuurlijk gezien onder Anne Arundel County.

## Demografie
Bij de volkstelling in 2000 werd het aantal inwoners vastgesteld op 23.422.

## Geografie
Volgens het United States Census Bureau beslaat de plaats een oppervlakte van
34,8 km², waarvan 28,0 km² land en 6,8 km² water.

## Plaatsen in de nabije omgeving
De onderstaande figuur toont nabijgelegen plaatsen in een straal van 8 km rond Arnold.